# Causa finalis
Causa Finalis is een concept uit de metafysica; en wordt uit het Latijn vertaald als Doeloorzaak: causa = oorzaak; finalis = het doel betreffend. We kunnen het definiëren als het doel van iets, dat tevens een begin-oorzaak er van was. Iets analoogs vinden we terug in de teleologische ethiek of in de geschiedfilosofie van Hegel en Marx, waarbij respectievelijk het doel (telos) van een daad of van de geschiedenis van belang wordt geacht bij de beschouwing en verklaring ervan.
Voor Aristoteles was metafysica de wetenschap van de eerste principes en oorzaken. Zijn voornaamste vaststellingen en problemen in zijn wetenschappelijke werken waren gelinkt aan het fenomeen van de verandering en de beweging, of aan de omzetting van act in potentie en vice versa.
Aristoteles ontwikkelde een theorie van causaliteit, algemeen bekend als de Leer van de Vier Oorzaken. Voor Aristoteles was begrip van wat een oorzaak is en hoeveel oorzaken er zijn immers essentieel voor een succesvol onderzoek naar de wereld om ons heen en naar onze eigen persoon.